# Кічменгський Городок
Кі́чменгський Городо́к або Кі́чмензький Городо́к (рос. Кичменгский Городок) — село, центр Кічменгсько-Городецького району Вологодської області, Росія. Адміністративний центр Городецького та Кічменгського сільських поселень.

## Історія
Береги річок Кічменьга і Юг були освоєні ще в найдавніший період історії. Проведені тут археологічні розкопки виявили стоянки стародавніх людей епохи мезоліту, а також більш пізні періодів неоліту і раннього металу. Пізніше ці землі обжили давньопермські й угро-фінські племена, які стали відомими під збірною назвою «Чудь заволоцька». Відомості про таємничу чудь залишилися в переказах і легендах слов'ян. В одній з легенд розповідається, що на місці сучасного села стояла Чудська вежа «сажнів до 12 висоти і 5 сажнів ширини з малими отворами з боків, з одними дверима для входу». До XII століття Заволоцька Чудь стала данником Новгорода. Тут почали будуватися укріплені містечка і ймовірно в цей період і було побудоване містечко при впадінні Кічменьги в Юг.
Перша письмова згадка про Кічменгський Городок датована 1468 роком і пов'язана з приходом казанських татар. Нанесено на географічну карту в 1599 році. Торговий шлях з Москви до Архангельська лежав саме через Кічменгський Городок і це сприяло розвитку місцевої торгівлі. Щорічно проходило два ярмарки: Петровська та Михайлівський з багатотисячними оборотами. В середині XIX століття відкривається парафіяльна школа, фельдшерський пункт. Початок XX століття ознаменовано відкриттям амбулаторії, лікарні, двокласного міністерського училища, школи для дорослих.

## Населення
Населення — 6443 особи (2010; 6754 у 2002).
Національний склад (станом на 2002 рік):
- росіяни — 99 %

## Господарство
Основні підприємства є ЗАТ «Мега» (лісомисливське виробництво), ВАТ «М'ясо», сільгосппідприємства «Майський» та «Союз».